# Dendrobium amboinense
Dendrobium amboinense là một loài lan trong chi Lan hoàng thảo.